# Bostare (generale della prima guerra punica)
Bostare (fl. III secolo a.C.) è stato un generale cartaginese, al tempo della Prima guerra punica.

## Biografia
Durante la prima guerra punica Bostare era uno generali cartaginesi che,  con Asdrubale ed Amilcare, comandò le armate contro Marco Atilio Regolo, appena sbarcato in Africa nel 256 a.C. Bostare e i suoi colleghi, in netta inferiorità numerica (meno di 6000 cartaginesi tra cavalleria e fanteria contro 20'000 romani), si ritirarono con tutto l'esercito sulle montagne, invece di affrontare le forze romane in pianura, dove i cartaginesi avrebbero potuto sfruttare appieno le capacità della loro cavalleria e degli elefanti, come verrà poi fatto a copertura della ritirata dalla sconfitta . Furono così sconfitti da Atilio Regolo presso la città di Adys.
Secondo Diodoro Siculo, Bostare ed Amilcare furono catturati e, dopo la morte di Atilio Regolo, furono affidati alla sua famiglia, la quale torturò entrambi come vendetta per il trattamento subito da Atilio Regolo da parte dei cartaginesi. Le torture causarono la morte di Bostare, ma rinforzarono ancora di più l'odio dei cartaginesi verso i romani, così che il figlio di Atilio Regolo fu convinto a cremare il corpo di Bostare ed inviarne le ceneri a Cartagine.